# Stazione di Genivolta
Stazione di Genivolta 1956-ban bezárt vasútállomás Olaszországban, Lombardia régióban, Genivolta településen.

## Vasútvonalak
Az állomást az alábbi vasútvonalak érintették:
- Cremona-Iseo-vasútvonal

## Kapcsolódó állomások
A vasútállomáshoz az alábbi állomások vannak a legközelebb:
- Soresina Fermata railway halt (Cremona-Iseo-vasútvonal, dél)
- Villacampagna railway halt (Cremona-Iseo-vasútvonal, észak)